# Maria Köpf
Maria Köpf (* 14. Mai 1962 in München) ist eine deutsche Filmproduzentin, ehemalige Geschäftsführerin der Filmförderung Hamburg Schleswig-Holstein (FFHSH), und war von April 2019 bis Dezember 2023 Ko-Geschäftsführerin der Deutschen Filmakademie.

## Leben
Maria Köpf wuchs in Bayern auf und absolvierte zunächst eine kaufmännische Ausbildung. Im Alter von 21 Jahren zog sie nach Berlin. Sie studierte amerikanische Literatur sowie Film- und Theaterwissenschaften in Berlin und New York. 1992 schloss sie sich einer von Stefan Arndt mitbegründeten Gruppe von Kinobetreibern an, die das Berliner Programmkino Sputnik leiteten und kuratierten.

### Produzentin bei X Filme Creative Pool
Ab 1995 arbeitete Maria Köpf im Team von X Filme Creative Pool mit, ein Jahr nachdem Stefan Arndt die Produktionsfirma zusammen mit Tom Tykwer, Dani Levy und Wolfgang Becker gegründet hatte. Ihr erster Einsatz erfolgte zunächst als Herstellungsleiterin bei Tykwers Spielfilm Winterschläfer (1997). Das zweite Projekt war dann gleich der Welterfolg Lola rennt, der unter anderem 1999 den Deutschen Filmpreis gewann.
Danach betreute Köpf ihre weiteren Projekte bei X Filme als Produzentin. Dazu gehörte neben den Tykwer-Filmen Der Krieger und die Kaiserin (2000) und Heaven (2002) auch der 2001 mit dem Grimme-Preis ausgezeichnete Debütfilm Paul Is Dead von Regisseur Hendrik Handloegten. Andere erfolgreiche Produktionen waren das 2002 für den Deutschen Filmpreis nominierte Jugenddrama Wie Feuer und Flamme von Connie Walther und das 2004 in Locarno mit dem »Silbernen Leoparden« ausgezeichnete Kinodebüt En Garde von Ayşe Polat.
Ab dem Jahr 2000 war Köpf auch als Co-Geschäftsführern von X Filme Creative Pool tätig und behielt diese Rolle bis zu ihrem Abschied im Mai 2006.

### Produzentin bei Zentropa Berlin
2007 wurde Maria Köpf Geschäftsführerin der Zentropa Entertainments Berlin, einer frisch gegründeten Tochtergesellschaft der dänischen Zentropa Produktionsfirma von Lars von Trier und Peter Aalbæk Jensen. Dort war Köpf vor allem für internationale Koproduktionen zuständig. Ihre ersten beiden Projekte waren Mammut von Lukas Moodysson und Sturm von Hans-Christian Schmid, die beide 2009 im Wettbewerb der Berlinale uraufgeführt wurden. Später folgten Koproduktionen wie Love Is All You Need (2012, Regie: Susanne Bier), oder drei Jussi Adler-Olsen-Verfilmungen: Erbarmen (2013), Schändung (2014) und Erlösung (2016). Als eigenständige Produzentin war Köpf zudem für den Kinofilm Fenster zum Sommer (2011, Regie: Hendrik Handloegten) und den Fernsehfilm Du bist dran (2013, Regie: Sylke Enders) verantwortlich.

### Geschäftsführung der Filmförderung Hamburg Schleswig-Holstein
Zum Januar 2016 trat Maria Köpf die Nachfolge von Eva Hubert als Geschäftsführerin der Filmförderung Hamburg Schleswig-Holstein (FFHSH) an. Die Hamburger Kultursenatorin Barbara Kisseler betonte bei der Bekanntgabe der Bestellung die filmpolitische Erfahrung Köpfs und ihren Einsatz für den »anspruchsvollen Kinofilm«. Ergänzend hob die schleswig-holsteinische Kulturministerin Anke Spoorendonk die exzellenten skandinavischen Filmkontakte von Köpf hervor.
Während Köpfs Amtszeit von 2016 bis 2019 war die FFHSH an einigen großen, mit internationalen Preisen ausgezeichneten Erfolgsfilmen beteiligt, etwa Toni Erdmann (Regie: Maren Ade), Aus dem Nichts (Regie: Fatih Akin), und 3 Tage in Quiberon (Regie: Emily Atef). Auch Katja Benraths Kurzfilm Watu Wote, der 2017 den Studenten-Oscar gewann, ist unter ihrer Ägide gefördert worden.
Im Mai 2018 gab Köpf bekannt, dass sie ihren bis Ende März 2019 laufenden Vertrag bei der FFHSH nicht verlängern werde. Kultursenator Carsten Brosda bedauerte die Entscheidung und bedankte sich bei Köpf für ihr »leidenschaftliches Engagement und gutes Gespür«, welches die Bedeutung des Films in Hamburg und im Norden weiter gestärkt habe.

### Geschäftsführung der Deutschen Filmakademie
Von April 2019 bis Ende 2023 war Maria Köpf zusammen mit Anne Leppin Ko-Geschäftsführerin der Deutschen Filmakademie. Zuvor war Köpf bereits von 2014 bis 2016 Vorstandsmitglied der Deutschen Filmakademie.

### Weitere Engagements
Von 2009 bis 2013 war Köpf stellvertretendes sowie von 2019 bis 2023 ordentliches Mitglied im Verwaltungsrat der Filmförderungsanstalt (FFA) und dort auch als Mitglied der Richtlinienkommission tätig. Außerdem war sie im gleichen Zeitraum Vorstandsmitglied der Produzentenallianz. Als Folge ihrer Arbeit als Geschäftsführerin der FFHSH war Maria Köpf auch von 2016 bis 2019 Mitglied im Beirat des Studiengangs Film an der Hamburg Media School.

## Filmografie (Auswahl)
Wo nicht anders angegeben, handelt es sich um einen Kinospielfilm.

### Als Produzentin
- 2000: Paul Is Dead – Regie: Hendrik Handloegten
- 2000: Der Krieger und die Kaiserin – Regie: Tom Tykwer
- 2001: Wie Feuer und Flamme – Regie: Connie Walther
- 2002: Heaven – Regie: Tom Tykwer
- 2003: Liegen lernen – Regie: Hendrik Handloegten
- 2004: En Garde – Regie: Ayşe Polat
- 2006: Ein Freund von mir – Regie: Sebastian Schipper
- 2007: Max Minsky und ich – Regie: Anna Justice
- 2011: Fenster zum Sommer – Regie: Hendrik Handloegten
- 2013: Du bist dran – TV-Spielfilm, Regie: Sylke Enders

### Als Ko-Produzentin und Ausführende Produzentin
- 2005: Underexposure – Regie: Oday Rasheed
- 2005: Ich dich auch – Dokumentarfilm, Regie: Christiane Voss & Katja Dringenberg
- 2006: Paris, je t’aime – Omnibusfilm, Regie: Tom Tykwer & diverse
- 2009: Mammut (Mammoth) – Regie: Lukas Moodysson
- 2009: Sturm (Storm) – Regie: Hans-Christian Schmid
- 2010: Männer im Wasser (Allt flyter) – Regie: Måns Herngren
- 2012: Die Königin und der Leibarzt (En kongelig affære) – Regie: Nikolaj Arcel
- 2012: Into the White – Regie: Petter Næss
- 2012: Love Is All You Need (Den skaldede frisør) – Regie: Susanne Bier
- 2013: Erbarmen (Kvinden i buret) – Regie: Mikkel Nørgaard
- 2014: Schändung (Fasandræberne) – Regie: Mikkel Nørgaard
- 2014: Um jeden Preis (I Am Here) – Regie: Anders Morgenthaler
- 2016: Erlösung (Flaskepost fra P) – Regie: Hans Petter Moland

### Als Herstellungsleiterin
- 1997: Winterschläfer – Regie: Tom Tykwer
- 1998: Lola rennt – Regie: Tom Tykwer